# Ferme de la House
La ferme de la House est une ferme ancienne et classée située à Ferrières au sud de la province de Liège (Belgique). 

## Localisation
La ferme est située au centre du village de Ferrières, au no 14, Au Clocher, en face de l'église Saint-Martin.

## Historique
La ferme de la House apparaît pour la première fois dans un écrit en 1459. Le corps de logis est le bâtiment le plus ancien. La ferme fut vraisemblablement propriété de la principauté de Stavelot-Malmedy dont le village de Ferrières faisait partie. En plus d'une fonction agricole, il est possible que la ferme ait servi de prison au XVe siècle. La ferme s'est ensuite agrandie au fil des siècles pour devenir une ferme en carré avec une cour intérieure, des étables et un porche d'entrée érigé au XVIIIe siècle ou au début du XIXe siècle. Depuis 1911, la ferme appartient à la famille Rixhon et fonctionne toujours comme exploitation agricole.

## Description
La ferme en carré avec cour intérieure fermée d'environ 600 m2 est construite en moellons de pierre calcaire, matériau local de la région de la Calestienne où est implantée la ferme située à la limite de cette région et de l'Ardenne. 
Le corps de logis est l'élément le plus ancien et le plus remarquable de cette ferme. Sur la façade sud longeant la rue, sept des huit baies possèdent des linteaux en accolade et les deux baies des travées de droite de l'étage sont à meneau et à traverse. Une tourelle d'angle dépourvue d'ouverture est adossée à l'angle est de ce bâtiment. Deux autres baies à meneau et à traverse se situent sur le pignon est. Le corps de logis est surmonté d'une toiture en ardoises à quatre pans.
Le porche d'entrée pourvu d'un colombier forme un arc en anse de panier et est coiffé d'une toiture mansardée d'ardoises.

## Classement
La ferme est classée comme monument depuis le 28 mai 1973. 

## Activités
L'exploitation agricole a pris la forme d'une ferme pédagogique laitière.

### Sources et liens externes
- Inventaire du patrimoine culturel immobilier de la Région wallonne